# Яаков Альперон
 Яаков Альперон, (івр. יעקב אלפרון; l* 18 лютого 1955 - 17 листопада 2008) — був ізраїльським гангстером, главою злочинної сім'ї Альперон, яка стала одним з найбільших організованих злочинних синдикатів в Ізраїлі, до його вбивства вибухом автомобіля в 2008 році.

## Біографія
Яаков Альперон народився в Ізраїлі в 1955 році в бідній родині єврейських іммігрантів з Єгипту і виріс в маленькій квартирі в Гиват-Шмуель. Альперон і його брати вчилися боксу і почали захоплювати малі підприємства в цьому районі, перш ніж сім'я, зрештою, прийшла до влади завдяки кришування в регіоні Ґуш-Дан в Ізраїлі. Альперон був вперше заарештований, коли йому було двадцять з гаком років, і в 1993 році він був поміщений у в'язницю на 4,5 року після того, як поліція припинила його вимагання. Двоє його братів, Ніссим і Залман, також були засуджені.
Головними ворогами Альперон були Зеєв Розенштейн, відомий наркобарон в Ізраїлі, який також став жертвою замахів, і сім'ї Абутбул і Аберджіл за гроші від переробки пляшок, які приносять 5 мільйонів доларів в рік, за оцінками поліції. Як частина захисної ракетки, пропонованої власникам ресторанів, підприємства платять за «послуги» бандитів, залишаючи порожні пляшки, які не залишають ніяких документів і можуть бути викуплені за готівку, щоб забезпечити очевидно законний джерело доходу.
У березні 2004 року ізраїльська поліція заарештувала чотирьох підозрюваних у вбивстві за контрактом з Білорусі, які були знайдені зі зброєю, включаючи вибухівку і ракетні пускові установки в їх притулок. Заарештованих найманих вбивць звинуватили в причетності до невдалої спроби вбивства Яакова Альперона в грудні 2003 року, а також в більш ранніх спробах того ж року в відношенні брата Альперона Ніссима і ще одного нападу на члена злочинної сім'ї, пов'язаного з Альперонамі.
2 січня 2006 року о готелі на північ від Тель-Авіва відбулася зустріч на вищому рівні між Альперон і конкуруючим гангстером Аміром Мюлнером з метою усунення розбіжностей. Арбітражні зусилля зазнали невдачі, зав'язалася бійка зі зброєю і ножами, в результаті чого Мюлнеру завдали удару в шию, імовірно Альперон. Згодом Альперон і його син зникли і не були знайдені, не дивлячись на двомісячний загальнонаціональний розшук, проте пізніше обидва перетворилися на поліцейську висновок. У березні 2006 року Альперон і його брат Реувен були звинувачені в «загрози, спробах нападу і умисному пошкодженні автомобіля» за участь в інциденті.
Незадовго до його смерті в статті, опублікованій в «Гаарец», вказувалося, що Альперон брав участь в схемах топкового мазуту з іншими гангстерами. Альперон також брав участь у створенні інтернет-кафе в той час, коли лише деякі мали доступ до комп'ютера вдома, коли плата за використання комп'ютера буде виплачуватися готівкою в ресторан, а потім використовуватися для гри на комп'ютері. Інтернет-бізнес був закритий навесні 2002 року після того, як зростаючі витрати почали перевищувати доходи від азартних ігор.
Альперон неодноразово відбував тюремне ув'язнення і був звільнений з 10-місячного тюремного ув'язнення, що стало частиною угоди про визнання провини. Протягом своєї кар'єри він був заарештований за вбивства, напади, шантаж і залякування.

## Смерть
Альперон був убитий 17 листопада 2008 року вибухом вибухового пристрою, який був прикріплений до його машині під час руху по Намір-роуд в Тель-Авіві. Вранці його вбивства Альперон прибув до суду, щоб спостерігати за слуханням з приводу його сина Дрора, який був звинувачений в рекеті і нападі на співробітника поліції.
Спроби вбити його були відомі поліції принаймні з 2001 року; Злочинець Зеєв Розенштейн зізнався в своєму розслідуванні, що він замовив вбивство Альперона в тому ж році, але повернувся, перш ніж зробити його. У листопаді 2003 року група вбивць з Білорусі була арештована, члени якої були навмисно підозрюються у вбивстві Альперона. Поліція попереджала Альперона кілька разів про намір вбити його, згідно з інформацією розвідки, яку вона зібрала.
Незважаючи на численні попередження поліції про наміри своїх супротивників вбити його, і, не дивлячись на численні загрози його життю і неодноразові спроби вбити його, Яаков Альперон, як і його інші брати, зазвичай ходив без охоронців. Запитавши журналістів після інциденту в Білорусі з метою викрити команду за наймом в Білорусі в 2004 році, Альперон сказав: «Ми молимося все більш і більш пильні. Я не боюся і не повинен боятися, що особа, яка перетинає вулицю, також може бути убитий ». На питання, чи знає він вбивць, він відповів: «Я їх не знаю. У них немає причин намагатися заподіяти мені біль, тому що я не забираю душі. Є ізраїльський закон, і будь-хто, хто розігрує вогонь, повинен знати, як його спалити ».